# 哲通·丹增南嘉

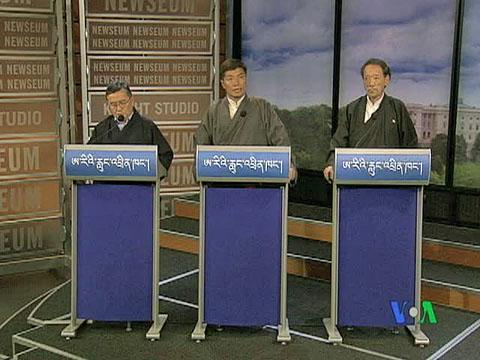
2011年3月1日，哲通·丹增南嘉與洛桑森格、扎西旺堆在華盛頓展開電視辯論

哲通·丹增南嘉（藏語：བཀྲས་མཐོང་བསྟན་འཛིན་རྣམ་རྒྱལ་，THL：Tenzin Namgyal Tethong），西藏流亡政府政治人物。曾於1990年5月－1991年7月擔任流亡政府安全、外交與新聞部噶倫。在2010年舉行的選舉中，以12319票落後於洛桑森格而未能當選西藏流亡政府新一屆司政。
目前，哲通·丹增南嘉在斯坦福大學任特聘研究員。他致力於完善一個文檔研究項目“西藏流亡五十年”，以此來紀念五十年的藏人流亡史和精神領袖達賴喇嘛。